# Public Knowledge Project
Il Public Knowledge Project è un'iniziativa di ricerca e sviluppo software diretta a migliorare la qualità della ricerca scientifica e accademica attraverso lo sviluppo di software per l'editoria, la comunicazione scientifica e la condivisione della conoscenza, in particolare nell'ottica dell'open access.
Nasce dalla partnership tra la Facoltà di Educazione dell'Università della Columbia Britannica, la Simon Fraser University Library, la Scuola di Educazione della Stanford University, e il Canadian Centre for Studies in Publishing presso la Simon Fraser University.
Il PKP sviluppa software libero e open source per la gestione, la pubblicazione e l'indicizzazione di riviste e conferenze elettroniche.
Open Journal Systems e Open Conference Systems sono i due principali software prodotti.